# Ta (vezír)
Ta ókori egyiptomi vezír volt a XX. dinasztia idején, III. Ramszesz uralkodása alatt. Felső-Egyiptom vezírje volt, hivatalát Thébában töltötte be.
Családja és származása nem ismert. A legkorábbi felirat, amely hivatalban lévő vezírként említi, III. Ramszesz 12. uralkodási évéből származik, és a karnaki Maat-templomban található. Elődje valószínűleg Hori volt, akit III. Ramszesz 10. évében még említenek vezírként. Ta vezírt gyakran említik a Dejr el-Medina nevű munkásfaluban fennmaradt dokumentumok, mivel gyakran ellenőrizte a települést, valamint a királysíron (KV11) folyó munkálatokat, és ő felelt a kézművesek ellátásáért is. A 29. uralkodási évben gyakran említik a Dejr el-Medina-i munkássztrájkkal kapcsolatban is. Egy levél, melyben a vezírnek tesznek jelentést, beszámol arról, hogy nehézségek merültek fel a kézművesek ellátása terén. Még ugyanebben az évben Ta Alsó-Egyiptom vezíri pozícióját is megkapja, és rövid időre megszűnik az újbirodalmi szokás, mely szerint a két országrészért más vezír felel. A strájk idején Ta Felső-Egyiptomba megy, hogy istenszobrokról gondoskodjon a király szed-ünnepére, de azzal vádolják, hogy gátolja, hogy az ellátmány megérkezzen a munkásokhoz.
Pontosan nem tudni, meddig töltötte be pozícióját. A 29. év után már nem említik. Valószínűleg III. Ramszesz halálától fogva nem ő töltötte be a vezíri pozíciót; IV. Ramszesz első uralkodási évében már Noferronpet a vezír.

## Fordítás
- Ez a szócikk részben vagy egészben  a   Ta (Wesir) című német Wikipédia-szócikk ezen változatának fordításán alapul.  Az eredeti cikk szerkesztőit annak laptörténete sorolja fel. Ez a jelzés csupán a megfogalmazás eredetét és a szerzői jogokat jelzi, nem szolgál a cikkben szereplő információk forrásmegjelöléseként.